# Ângelo Neto
Ângelo Pelegrinelli Neto (Junqueirópolis, São Paulo; 2 de setembre de 1991) és un futbolista brasiler que juga de migcampista al club portuguès Casa Pia.

## Palmarès
Moreirense
- Taça da Liga: 2016–17